# Escola Prat de la Riba (Girona)
L'Escola Prat de la Riba és un edifici del municipi de Girona que forma part de l'Inventari del Patrimoni Arquitectònic de Catalunya. És un edifici de planta allargada amb diferents cossos perpendiculars. El cos central, actualment serveix de magatzem i no té ús escolar.

## Descripció
L'edifici s'ancora a la muntanya, passant de dos plantes a tres. El cos central és de planta baixa i quatre pisos. La façana és una combinació de diferents sòcols horitzontals, de pedra a la planta baixa, encoixinat al damunt i obra vista a l'última planta. L'accés es diferencia amb un cos acabat en frontó classicitzant. A nivell del carrer es remarca amb tres arcs de punt rodó que donen a una mena de porxo. Per la part interior, la part central divideix l'edifici en dues zones, la de l'esquerra amb espai arbrat i que dona als parvularis i la biblioteca, i el de la dreta on hi ha el pati de joc de la resta, on es relaciona amb l'escola a través d'un porxo d'arcs de punt rodó. Obertures diverses de llinda recta i emmarcades. Internament es distribueix per un passadís paral·lel a façana i les aules es troben a les façanes principal i posterior.
Als anys 80 s'arreglà l'edifici, que durant època franquista havia estat escola i alberg.